# 杨凯里
杨凯里（Jan Kiely），美国汉学家。

## 生平
1982-1983年在成都七中交换。之后取得耶鲁大学学士（1988）、夏威夷大学硕士（1993）和加州大学伯克利分校博士（2001），主要研究中国现代史。曾任约翰斯·霍普金斯大学-南京大学中美文化研究中心美方主任、香港中文大学历史学副教授、教授及中国研究中心副主任、主任。他曾是雅礼协会成员。
现任日内瓦国际关系及发展高等学院国际历史与政治教授。